# Neocalyptis felina
Neocalyptis felina es una especie de polilla del género Neocalyptis, categorizada en la tribu Archipini, de la subfamilia Tortricinae.

## Distribución
Se distribuye por Indonesia.

## Taxonomía
Fue descrita por Meyrick en 1926 y publicada en (Tortrix), Sarawak Mus. J. 3: 148.